# Карасай (Іргізький район)
Караса́й (каз. Қарасай) — село у складі Іргізького району Актюбінської області Казахстану. Входить до складу Кумтогайського сільського округу.
Населення — 145 осіб (2021; 244 у 2009, 305 у 1999, 260 у 1989).